# Alegría-Dulantzi
Alegría-Dulantzi – gmina w Hiszpanii, w prowincji Araba, w Kraju Basków, o powierzchni 19,95 km². W 2011 roku gmina liczyła 2869 mieszkańców.